# Euthalia agnis
Euthalia agnis es una especie de mariposa de la familia Nymphalidae (subfamilia Limenitidinae). Se distribuyen en Malasia, Sumatra y Java.

## Subespecies
- Euthalia agnis agnis
- Euthalia agnis modesta
- Euthalia agnis tinna
- Euthalia agnis paupera